# Жуль Вербрюгге
Жуль Вербрюгге (фр. Jules Verbrugge; 27 жовтня 1886 — 22 лютого 1921) — французький футболіст, що грав на позиції нападника, зокрема за «Ред Стар» та національну збірну Франції.

## Клубна кар'єра
У 1905–1906 роках грав за «АС Франсез». 
Пізніше протягом 1911–1914 років виступав за «Ред Стар».

## Виступи за збірну
1906 року дебютував в офіційних матчах у складі національної збірної Франції. До 1911 року брав участь у 4 матчах у її формі.
Помер 22 лютого 1921 року на 35-му році життя.